# Розенберг, Фредерик фон
Фредерик Ганс фон Розенберг (нем. Frederic Hans von Rosenberg; 26 декабря 1874 года, Берлин —30 июля 1937 года, Фюрстенцелль) — немецкий дипломат и политический деятель, министр иностранных дел Веймарской республики (1922-1923).

## Биография
Родился в Берлине 26 декабря 1874 г. в семье военного.
Работал дипломатом в Антверпене.
С 1917 по 1918 г. был членом немецкой делегации и подписал Брест-Литовский мирный договор .
С 1918 по 1919 г. он возглавлял отдел министерства иностранных дел.
С 1920 по 1921 г. был послом в Вене, а с 1921 по 1922 г. посол в Копенгагене.
22 ноября 1922 г. был назначен министром иностранных дел Веймарской республике.
В августе 1923 г. после отставки имперского кабинета он ушел из правительства и стал послом в Стокгольме.
С 1933 по 1935 г. был послом в Анкаре.
Умер 30 июля 1937 г. в Фюрстенцелле.